# Клаудія Янс-Ігначик
Клаудія Янс-Ігначик (пол. Klaudia Jans-Ignacik, нар. 24 вересня 1984) — колишня польська тенісистка, яка досягла найкращих результатів у парній грі. 
Здобула три парні титули туру WTA, один одиночний та одинадцять парних титулів туру ITF.
Найвищу одиночну позицію світового рейтингу — 410 місце досягла 16 серпня 2004, парну — 28 місце — 10 вересня 2012 року. Фіналістка Відкритого чемпіонату Франції 2012 року у міксті.
В Кубку Федерації рахунок перемог-поразок становить 20–12.
Завершила кар'єру 2016 року.

## Важливі фінали

### Турніри Великого шолома

#### Мікст: 1 поразка
| Результат | Рік  | Championship                         | Покриття | Партнер           | Опоненти                 | Рахунок       |
| --------- | ---- | ------------------------------------ | -------- | ----------------- | ------------------------ | ------------- |
| Поразка   | 2012 | Відкритий чемпіонат Франції з тенісу | Ґрунт    | Сантьяго Гонсалес | Саня Мірза Магеш Бгупаті | 6–7(3–7), 1–6 |

### Фінали Premier Mandatory/Premier 5

#### Парний розряд: 1 титул
| Результат | Рік  | Турнір         | Покриття | Партнер             | Опонент                          | Рахунок          |
| --------- | ---- | -------------- | -------- | ------------------- | -------------------------------- | ---------------- |
| Перемога  | 2012 | Мастерс Канада | Тверде   | Крістіна Младенович | Надія Петрова Катарина Среботнік | 7–5, 2–6, [10–7] |

## Фінали турнірів WTA

### Парний розряд: 10 (3 титули, 7 поразок)
| Легенда                             |
| ----------------------------------- |
| Турніри Великого шолома (0–0)       |
| Premier Mandatory & Premier 5 (1–0) |
| Premier (0–2)                       |
| International (2–5)                 |

| Фінали за покриттям |
| ------------------- |
| Тверде (1–3)        |
| Ґрунт (2–4)         |
| Трава (0–0)         |
| Килим (0–0)         |

| Результат | №  | Дата           | Турнір                                                | Покриття | Партнер             | Опоненти                                        | Рахунок               |
| --------- | -- | -------------- | ----------------------------------------------------- | -------- | ------------------- | ----------------------------------------------- | --------------------- |
| Поразка   | 1. | 9 серпня 2004  | Orange Warsaw Open, Польща                            | Ґрунт    | Аліція Росольська   | Нурія Льягостера Вівес Марта Марреро            | 4–6, 3–6              |
| Поразка   | 2. | 25 квітня 2005 | Warsaw Open, Польща                                   | Ґрунт    | Аліція Росольська   | Тетяна Перебийніс Барбора Стрицова              | 1–6, 4–6              |
| Поразка   | 3. | 18 липня 2005  | Internazionali Femminili di Tennis di Palermo, Італія | Ґрунт    | Аліція Росольська   | Джулія Казоні Марія Коритцева                   | 6–4, 3–6, 5–7         |
| Поразка   | 4. | 10 січня 2009  | Brisbane International, Австралія                     | Тверде   | Аліція Росольська   | Анна-Лена Гренефельд Ваня Кінг                  | 6–3, 5–7, [5–10]      |
| Перемога  | 1. | 12 квітня 2009 | Andalucia Tennis Experience, Іспанія                  | Ґрунт    | Аліція Росольська   | Анабель Медіна Гаррігес Вірхінія Руано Паскуаль | 6–3, 6–3              |
| Поразка   | 5. | 18 жовтня 2009 | Linz Open, Австрія                                    | Тверде   | Аліція Росольська   | Анна-Лена Гренефельд Катарина Среботнік         | 1–6, 4–6              |
| Поразка   | 6. | 8 січня 2011   | Brisbane International, Австралія                     | Тверде   | Аліція Росольська   | Аліса Клейбанова Анастасія Павлюченкова         | 3–6, 5–7              |
| Поразка   | 7. | 21 травня 2011 | Brussels Open, Бельгія                                | Ґрунт    | Аліція Росольська   | Андреа Сестіні Главачкова Галина Воскобоєва     | 6–3, 0–6, [5–10]      |
| Перемога  | 2. | 26 травня 2012 | Internationaux de Strasbourg, Франція                 | Ґрунт    | Ольга Говорцова     | Наталі Грандін Владіміра Угліржова              | 6–7(4–7), 6–3, [10–3] |
| Перемога  | 3. | 12 серпня 2012 | Мастерс Канада, Канада                                | Тверде   | Крістіна Младенович | Надія Петрова Катарина Среботнік                | 7–5, 2–6, [10–7]      |

## Фінали WTA 125 series

### Парний розряд: 1 поразка
| Результат | Дата            | Турнір                | Покриття | Партнер             | Опоненти                            | Рахунок  |
| --------- | --------------- | --------------------- | -------- | ------------------- | ----------------------------------- | -------- |
| Поразка   | 14 березня 2016 | San Antonio Open, США | Тверде   | Анастасія Родіонова | Анна-Лена Гренефельд Ніколь Меліхар | 1–6, 3–6 |

## Фінали ITF

### Одиночний розряд (1–1)
| Легенда          |
| ---------------- |
| Турніри $100,000 |
| Турніри $75,000  |
| Турніри $50,000  |
| Турніри $25,000  |
| Турніри $10,000  |

| Фінали за покриттям |
| ------------------- |
| Тверде (0–0)        |
| Ґрунт (1–1)         |
| Трава (0–0)         |
| Килим (0–0)         |

| Результат | Ранг | Дата            | Турнір        | Покриття | Опонент              | Рахунок       |
| --------- | ---- | --------------- | ------------- | -------- | -------------------- | ------------- |
| Поразка   | 1.   | 15 вересня 2003 | К'єті, Італія | Ґрунт    | Александра Срндович  | 5–7, 1–6      |
| Перемога  | 1.   | 23 травня 2004  | Гдиня, Польща | Ґрунт    | Магдалена Кіщиньська | 6–4, 3–6, 6–4 |

### Парний розряд (11–8)
| Легенда          |
| ---------------- |
| Турніри $100,000 |
| Турніри $75,000  |
| Турніри $50,000  |
| Турніри $25,000  |
| Турніри $10,000  |

| Фінали за покриттям |
| ------------------- |
| Тверде (3–3)        |
| Ґрунт (7–5)         |
| Трава (0–0)         |
| Килим (1–0)         |

| Результат | Ранг | Дата              | Категорія | Турнір                       | Покриття   | Партнер           | Опоненти                                      | Рахунок            |
| --------- | ---- | ----------------- | --------- | ---------------------------- | ---------- | ----------------- | --------------------------------------------- | ------------------ |
| Перемога  | 1.   | 10 серпня 2003    | $10,000   | Гдиня, Польща                | Ґрунт      | Аліція Росольська | Irina Kuzmina Моніка Шнейдер                  | 7–5, 6–2           |
| Поразка   | 1.   | 15 вересня 2003   | $10,000   | К'єті, Італія                | Ґрунт      | Аліція Росольська | Kika Hogendoorn Betina Pirker                 | 3–6, 6–7(6–8)      |
| Перемога  | 2.   | 22 вересня 2003   | $10,000   | Gdynia, Польща               | Ґрунт      | Аліція Росольська | Claudia Ivone Giulia Meruzzi                  | 6–0, 6–3           |
| Поразка   | 2.   | 1 лютого 2004     | $10,000   | Tipton, Great Britain        | Тверде (i) | Аліція Росольська | Ребекка Льєвеллін Мелані Саут                 | 6–2, 1–6, 4–6      |
| Перемога  | 3.   | 9 лютого 2004     | $25,000   | Варшава, Польща              | Тверде (i) | Аліція Росольська | Жофія Губачі Кіра Надь                        | 6–4, 6–3           |
| Поразка   | 3.   | 7 липня 2004      | $25,000   | Градо, Італія                | Ґрунт      | Аліція Росольська | Роса Марія Андрес Родрігес Андрея Ехрітт-Ванк | 2–6, 2–6           |
| Перемога  | 4.   | 8 серпня 2004     | $10,000   | Gdynia, Польща               | Ґрунт      | Аліція Росольська | Наталія Богданова Валерія Бондаренко          | 6–2, 6–4           |
| Перемога  | 5.   | 31 серпня 2004    | $10,000   | Warsaw, Польща               | Ґрунт      | Аліція Росольська | Мартіна Бабакова Iveta Gerlová                | 6–2, 6–3           |
| Поразка   | 4.   | 7 лютого 2005     | $25,000   | Капріоло, Італія             | Тверде (i) | Аліція Росольська | Марія Коритцева Емма Лайне                    | 6–3, 4–6, 5–7      |
| Перемога  | 6.   | 8 квітня 2006     | $75,000   | Дінан (Кот-д'Армор), Франція | Ґрунт (i)  | Генрієта Надьова  | Меделіна Гожня Агнешка Радванська             | 3–6, 6–2, 6–4      |
| Поразка   | 5.   | 15 квітня 2006    | $25,000   | Біарриц, Франція             | Ґрунт      | Аліція Росольська | Ніна Братчикова Ярослава Шведова              | 3–6, 2–6           |
| Поразка   | 6.   | 9 вересня 2006    | $75,000   | Денен, Франція               | Ґрунт      | Аліція Росольська | Роміна Опранді Ясмін Вер                      | 6–4, 2–6, 4–6      |
| Перемога  | 7.   | 8 жовтня 2006     | $75,000   | Барселона, Іспанія           | Ґрунт      | Аліція Росольська | Едіна Галловіц-Халл Ванесса Генке             | 6–1, 6–2           |
| Перемога  | 8.   | 28 жовтня 2006    | $75,000   | Братислава, Словаччина       | Тверде (i) | Аліція Росольська | Луціє Градецька Міхаела Паштікова             | 6–1, 6–3           |
| Перемога  | 9.   | 1 грудня 2006     | $50,000   | Мілан, Італія                | Килим (i)  | Аліція Росольська | Коритцева Марія Сергіївна Емма Лайне          | 6–7(5–7), 7–5, 6–4 |
| Поразка   | 7.   | 18 травня 2007    | $75,000   | Загреб, Хорватія             | Ґрунт      | Аліція Росольська | Емма Лайне Агнеш Савай                        | 1–6, 2–6           |
| Перемога  | 10.  | 13 жовтня 2007    | $50,000   | Жуе-ле-Тур, Франція          | Тверде (i) | Аліція Росольська | Петра Цетковська Барбора Стрицова             | 6–3, 7–5           |
| Поразка   | 8.   | 24 листопада 2007 | $100,000  | Пуатьє, Франція              | Тверде (i) | Аліція Росольська | Алла Кудрявцева Анастасія Павлюченкова        | 6–2, 4–6, [1–10]   |
| Перемога  | 11.  | 6 червня 2008     | $75,000   | Рим, Італія                  | Ґрунт      | Аліція Росольська | Аліна Жидкова Марі-Ев Пеллетьє                | 6–3, 6–1           |

## Досягнення в парному розряді
| Турніри Великого шолома                |     |     |     |     |     |     |     |     |     |     |       |
| Відкритий чемпіонат Австралії з тенісу | 1р  | 2р  | 2р  | 2р  | 1р  | 2р  |     |     | ЧФ  | 1р  | 7–8   |
| Відкритий чемпіонат Франції з тенісу   | 2р  | 1р  | 2р  | 1р  | 1р  | 1р  |     | 1р  | 1р  | 1р  | 2–9   |
| Вімблдонський турнір                   | 1р  | 1р  | 2р  | 1р  | 2р  | 2р  |     | 2р  | 1р  | 1р  | 4–9   |
| Відкритий чемпіонат США з тенісу       | 2р  | 3р  | 2р  | 2р  | 1р  | 2р  |     |     | 1р  |     | 6–7   |
| Перемоги-Поразки                       | 2–4 | 3–4 | 4–4 | 2–4 | 1–4 | 3–4 | 0–0 | 1–2 | 3–4 | 0–3 | 19–33 |
| Олімпійські Ігри                       |     |     |     |     |     |     |     |     |     |     |       |
| Теніс на Олімпійських іграх            |     | 1р  |     |     |     | 1р  |     |     |     | 1р  | 0–3   |